# Schema.org
Schema.org — совместная инициатива по разработке единой схемы для семантической разметки в HTML5. Инициатива была запущена второго июня 2011 года создателями крупнейших поисковых систем — компаниями Google, Yahoo! и Microsoft , а первого ноября 2011 года к ней присоединилась российская компания Яндекс. Основной целью schema.org является помощь веб-разработчикам в создании качественных метаданных, что, в свою очередь, позволяет улучшать качество поиска. Метаданные на сайтах, использующие схемы, описанные на schema.org, могут быть напрямую проанализированы поисковыми роботами, помогая последним лучше «понимать» содержимое веб-ресурсов. Например, при помощи микроразметки веб-мастера могут разметить страницу товара, указав стоимость, общий рейтинг товара и прочие данные, которые Google выведет в результатах поисковой выдачи. Данная инициатива тесно связана с направлениями Semantic Web и Linked Data и часто приводится как пример большого интереса индустрии к семантическим технологиям.
В качестве основного формата разметки веб-страницы метаданными разработчики schema.org предлагают microdata (микроданные) — теги и атрибуты для разметки структурированной информации на веб-страницах, появившиеся в стандарте HTML5. Помимо этого формата, имеется возможность использовать онтологию schema.org, выраженную в формате RDFS при разметке RDF-данных.

## Валидаторы
Для проверки корректности формата данных, размеченных с помощью схем можно использовать инструменты Google Rich Snippets Validator и валидатор от Яндекса.